# Robe (woreda)
Pour les articles homonymes, voir Robe (Arsi), Robe (Balé) et Robe.
« Habe (Éthiopie) », « Sediqa (Éthiopie) » et « Sedika » redirigent ici. Pour les autres significations, voir Habe et Sediqa.
Robe est un woreda du centre-est de l'Éthiopie situé dans la zone Arsi de la région Oromia. Il a 165 210 habitants en 2007 et porte le nom de son chef-lieu, Robe. 
Limitrophe de la zone Bale au sud, le woreda est entouré dans la zone Arsi par les woredas Diksis, Sude, Amigna et Bale Gasegar au nord et à l'est ; et par les woredas Sherka et Tena à l'ouest.
Outre son chef-lieu, Robe, le woreda comprend deux agglomérations urbaines :
- Habe[1],[2],[3], située à une vingtaine de kilomètres de Robe sur la route se dirigeant vers Seru, est à environ 2 400 m d'altitude.
- Sediqa[1],[2], ou Sedika[4], située à 50 km de Robe sur la route se dirigeant vers Gasera est à peu près à la même altitude.

Ces deux routes circulent de part et d'autre d'une vallée encaissée, la rivière Robe, un sous-affluent du Chébéli[à vérifier].
Au recensement national de 2007, le woreda compte 165 210 habitants dont 13 % de citadins avec 15 169 habitants au chef-lieu, 3 137 habitants à Habe et 2 374 à Sediqa. Près de 62 % des habitants du woreda sont musulmans et 38 % sont orthodoxes.
En 2022, la population du woreda est estimée à 244 937 personnes avec une densité de population de 183 personnes par km2 et 1 339 km2 de superficie.